# Landing Craft Air Cushion
Landing Craft Air Cushion (zkratka LCAC) je třída amerických vojenských výsadkových vznášedel. V současnosti je používá americké námořnictvo (91 kusů) a japonské námořní síly sebeobrany (6 kusů). LCAC může dopravit vysokou rychlostí až 60 tun nákladu – zbraní, vybavení, vojáků či vozidel včetně tanků M1 Abrams. Použití LCAC přináší výrazné zefektivnění výsadkových operací. Je totiž schopen operovat na 70 % světového pobřeží, zatímco konvenční výsadkové čluny jsou použitelné na pouhých 15 % pobřeží. Další výhodou je, že vznášedla mohou být vypouštěna za horizontem (cca 50 mil od pobřeží), tedy mnohem bezpečněji pro jejich nosiče a pohybují se oproti vyloďovacím člunům několikanásobně rychleji. Více se tak hodí ke společnému užití s těžkými transportními vrtulníky.

## Vývoj a výroba

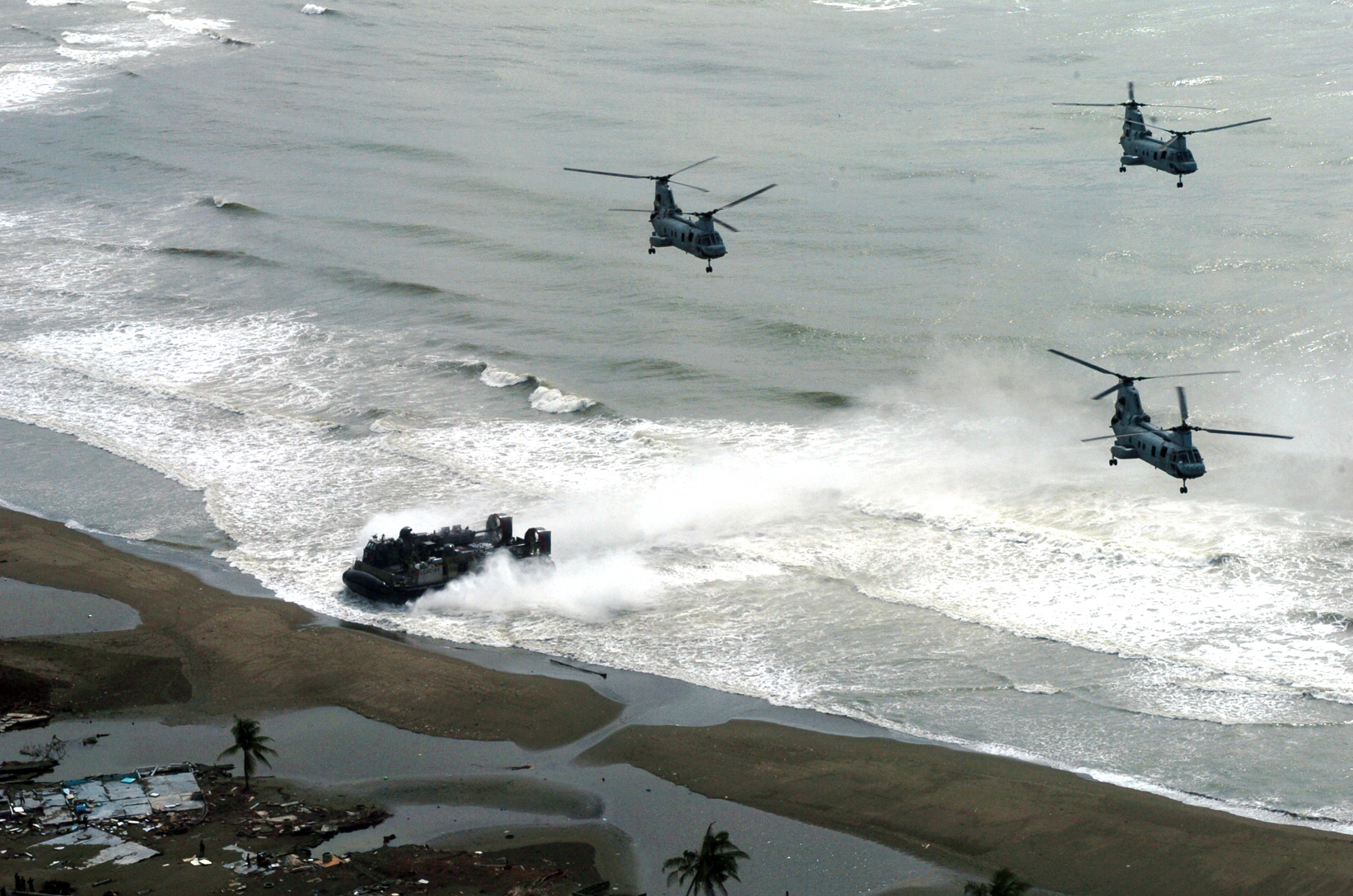
Společná operace jednoho LCAC a tří vrtulníků CH-46 Sea Knight z vrtulníkové výsadkové lodi USS Bonhomme Richard po zemětřesení v Indickém oceánu 2004.

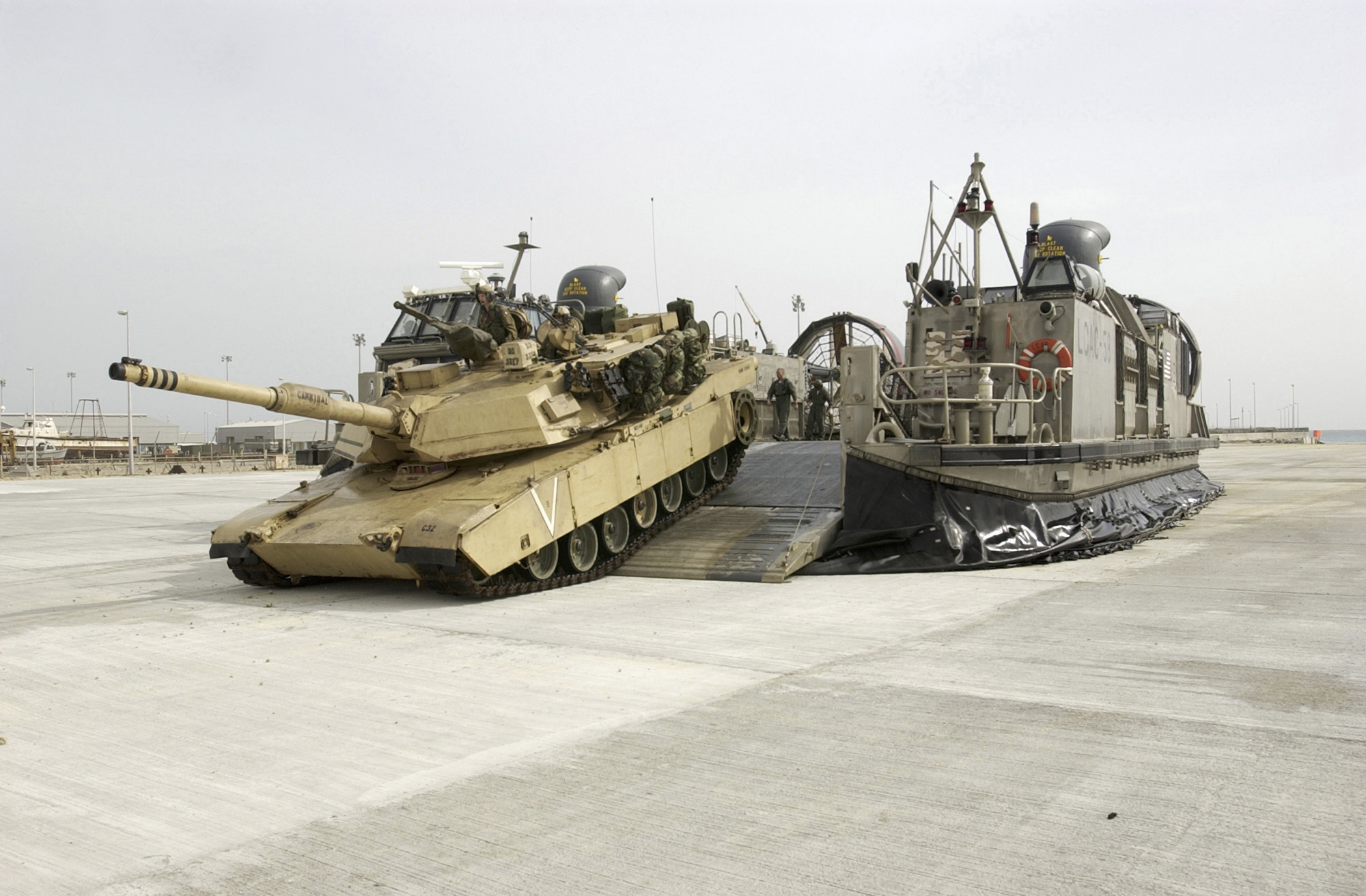
LCAC vykládá tank M1 Abrams

Vývoj LCAC začal již v 70. letech 20. století. V testech se roku 1977 utkaly prototypy firem Aerojet General a Bell Aerospace, přičemž zvítězil ten druhý, jež byl v následujících letech dále rozvíjen. První kus LCAC byl dodán roku 1984 a jeho sériová výroba byla schválena roku 1987. Výroba 91 americkým námořnictvem objednaných sériových vznášedel probíhala až do roku 2001. Podílely se na ní společnosti Textron Marine and Land Systems a Avondale Gulfport Marine. První lodí, která LCAC nesla, byla v roce 1987 výsadková doková loď USS Germantown. V současnosti probíhá program Service Life Extension Program (SLEP), který má zajistit prodloužení životnosti LCAC z původně plánovaných 20 na 40 let.

## Popis

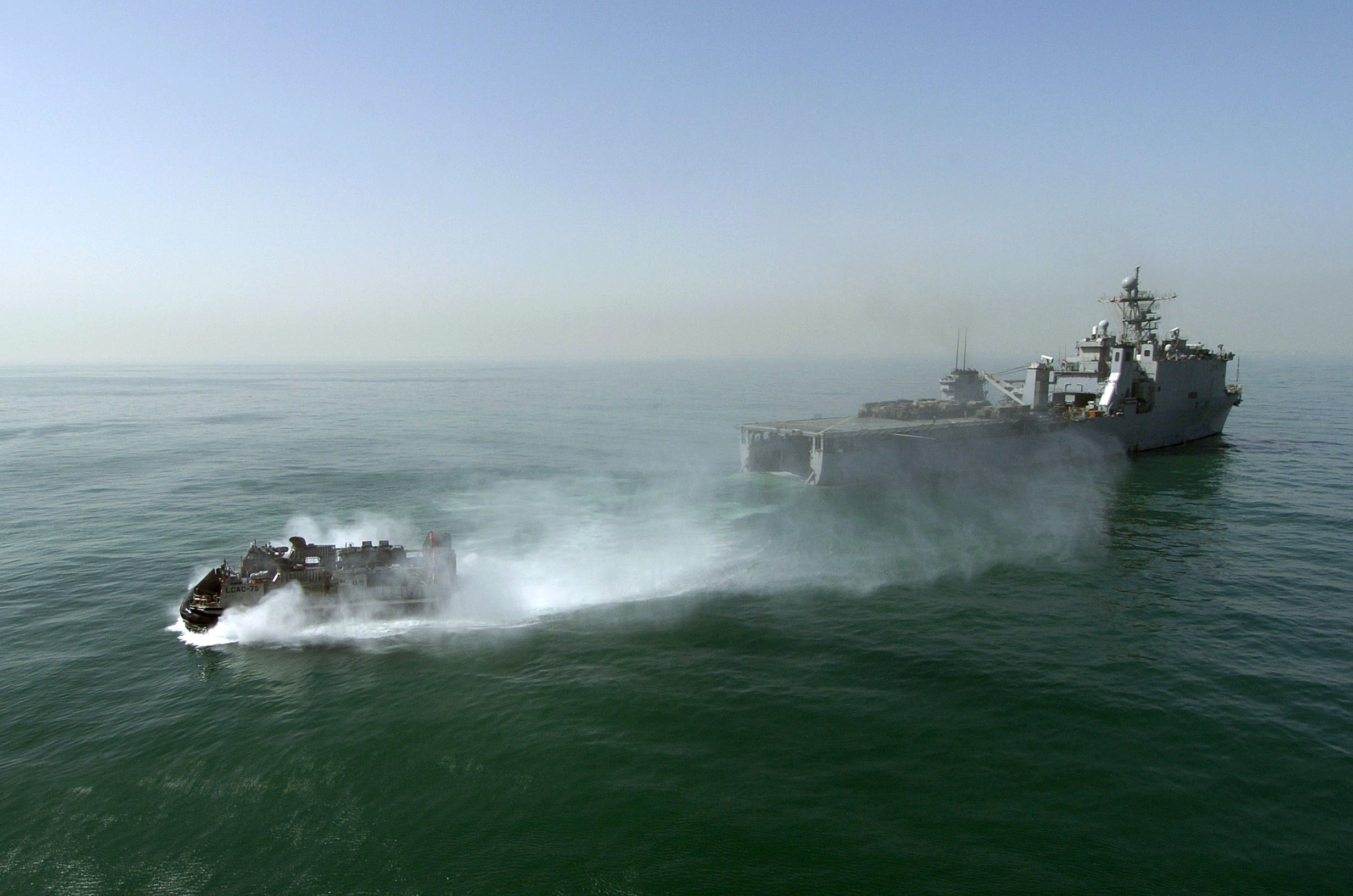
LCAC opouští dok výsadkové lodi USS Harpers Ferry

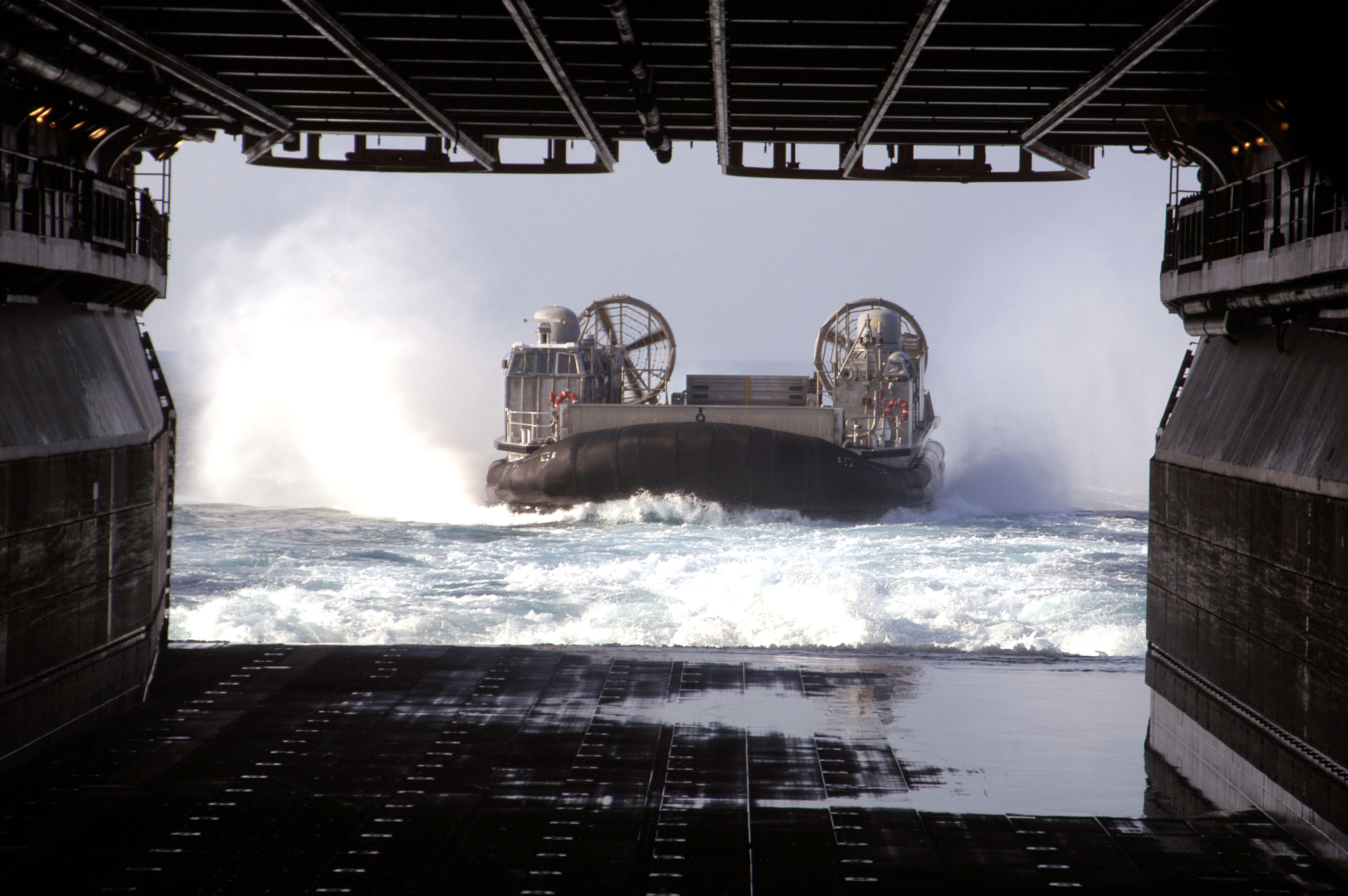
LCAC vplouvá do doku vrtulníkové výsadkové lodi USS Bataan

Posádka je pětičlenná. LCAC má po celém obvodu typickou pružnou manžetu, která mu dovoluje rychlý a hladký pohyb i na souši s terénními překážkami až do výšky 120 cm. Náklad je přepravován v otevřeném nezastřešeném nákladovém prostoru. Pohon tvoří čtyři plynové turbíny Allied-Signal TF-40B (v rámci programu SLEP se nahrazují typem Vericor Power Systems ETF-40B). Dosah činí 200 námořních mil při rychlosti 40 uzlů a plném zatížení.
Nosnost LCAC je 60 tun, při přetížení až 75 tun. Najednou může LCAC unést například dvanáct vozidel HMMWV, čtyři obrněné transportéry LAV-25, dvě výsadková vozidla Amphibious Assault Vehicle, jeden tank M1 Abrams či čtyři pětitunové nákladní vozy M939. Jinou variantou je kombinace dvou náklaďáků M923, dvou houfnic M198 a dvou vozidel HMMWV.
Výzbroj LCAC mohou tvořit dva 12,7mm kulomety M2 Browning, granátomety Mk 19 či kulomety M60. Vznášedla LCAC též mohou být vybavena taženými odminovacími zařízeními.
Vznášedla LCAC mohou nést americké výsadkové lodi tříd Whidbey Island (4 ks.), Anchorage (3 ks.), Wasp (3 ks.), San Antonio (1 ks.), Austin (1 ks.) a Tarawa (1 ks.). Tři vznášedla také ponesou mobilní výsadkové platformy třídy Montford Point.